# Ellen Terry
Ellen Alice Terry, GBE (ur. 27 lutego 1847 w Coventry, zm. 21 lipca 1928 w Small Hythe) – angielska aktorka teatralna i filmowa. 
Pochodziła ze znanej rodziny aktorskiej. Jej dziadkowie oraz szóstka jej rodzeństwa byli aktorami. Jako aktorka zadebiutowała mając 8 lat, grając w sztuce teatralnej przed królową Wiktorią. Matka aktora i producenta Edwarda Gordona Craiga oraz Edith Craig – aktorki i kostiumografki. Napisała Historię mego życia (1908) i pamiętniki (1932), zachowała się również jej korespondencja z G.B. Shawem (1931).
Zmarła w wieku 81 lat w swoim domu w Smallhythe Place w Tenterden w hrabstwie Kent w Anglii. Przyczyną śmierci były udar mózgu i zawał serca.

## Filmografia[1]
- 1916: Her Greatest Performance jako Julia Lovelace
- 1918: Denny from Ireland jako Eileen O’Connor
- 1918: Victory and Peace jako wdowa Weaver
- 1918: The Invasion of Britain
- 1920: Pillars of Society jako wdowa Bernick
- 1922: Potter’s Clay jako Lady Merrall
- 1922: Cygańska dziewczyna jako pielęgniarka Buda